# Санта Марица (Удине)
Санта Марица је насеље у Италији у округу Удине, региону Фурланија-Јулијска крајина.
Према процени из 2011. у насељу је живело 89 становника. Насеље се налази на надморској висини од 14 м.